# Baloncesto DI en los Juegos Paralímpicos de Sídney 2000
Baloncesto DI en los Juegos Paralímpicos de verano 2000 consistió de una competición de ocho equipos masculinos. El deporte era una forma  de baloncesto adaptado para jugadores con discapacidades intelectuales (DI).
Rusia ganó la medalla de oro tras la descalificación del equipo español.

## La polémica del engaño
La competición de baloncesto DI en los Juegos Paralímpicos de 2000 se vio empañada por una de las mayores controversias del deporte, que llevó a la descalificación del equipo de España en los siguientes dos Juegos Paralímpicos. Fernando Martín Vicente, entonces el presidente de la Federación Española de Deportes para Discapacitados Intelectuales, fue condenado por falsedad documental y estafa por organizar el equipo compuesto principalmente por atletas sin ningún tipo de discapacidad intelectual para competir en los Juegos.
El equipo de baloncesto español ganó la medalla de oro después de ganar a Rusia en la final. El engaño fue publicado en prensa y denunciado, por lo que el CPI acabó retirando la medalla a España y eliminando a los atletas con discapacidades intelectuales de las competiciones de los Juegos siguientes. Las competiciones para atletas con discapacidades intelectuales regresaron al programa en los Juegos Paralímpicos de 2012.

## Resumen del medallero
| Evento             | Oro | Plata | Bronce |
| ------------------ | --- | --- | --- |
| Equipos masculinos | Rusia (RUS) Oleg Chubasov Marat Oumarov Nariman Sadekov Shamil Kodraleev Serguei Rogov Vladimir Fedotov Igor Gousev Slava Kosoukhov Artur Melkonian Michail Kisilev Slava Chernobrov Andrey Zakharov | Polonia (POL) Marcin Merk Andrzej Kołodziejczyk Robert Kwiatkowski Tomasz Macholl Mariusz Wikbold Adam Krzemiński Rafał Jastrząb Łukasz Skory Grzegorz Sobuś Tadeusz Truszczyński Piotr Madej Robert Wittke | Portugal (POR) Rui Benfica Ricardo Teixeira Vítor Carinhas Carlos Luz Ricardo Martins Fernando Pereira José Cunha Alcides Fernandes Alexandre Costa Jorge Ribeiro David Cândido António Lopes |

## Fase de grupos
| Equipo         | Victorias | Derrotas | Puntos  | Puntuación | Vs. ESP | Vs. POR | Vs. BRA | Vs. JPN |
| -------------- | --------- | -------- | ------- | ---------- | ------- | ------- | ------- | ------- |
| España (ESP)   | 3         | 0        | 254:126 | 6          | -       | 73:58   | 94:48   | 87:20   |
| Portugal (POR) | 2         | 1        | 251:146 | 5          | 58:73   | -       | 71:56   | 122:17  |
| Brasil (BRA)   | 1         | 2        | 207:189 | 4          | 48:94   | 56:71   | -       | 103:24  |
| Japón (JPN)    | 0         | 3        | 61:312  | 3          | 20:87   | 17:122  | 24:103  | -       |

| Equipo          | Victorias | Derrotas | Puntos  | Puntuación | Vs. RUS | Vs. POL | Vs. AUS | Vs. GRE |
| --------------- | --------- | -------- | ------- | ---------- | ------- | ------- | ------- | ------- |
| Rusia (RUS)     | 2         | 1        | 239:211 | 5          | -       | 111:97  | 79:64   | 49:50   |
| Polonia (POL)   | 2         | 1        | 245:214 | 5          | 97:111  | -       | 77:66   | 71:37   |
| Australia (AUS) | 1         | 2        | 220:182 | 4          | 64:79   | 66:77   | -       | 90:26   |
| Grecia (GRE)    | 1         | 2        | 113:210 | 4          | 50:49   | 37:71   | 26:90   | -       |

## Fase eliminatoria
|  | Semifinales    | Semifinales |             |              | Final          | Final        |  |
|  |                |             |             |              |                |              |  |
|  |                |             |             |              |                |              |  |
|  | España (ESP)   | 97          |             |              |                |              |  |
|  | España (ESP)   | 97          |             |              |                |              |  |
|  | Polonia (POL)  | 67          |             |              |                |              |  |
|  | Polonia (POL)  | 67          |             | España (ESP) | 87             |              |  |
|  |                |             |             | España (ESP) | 87             |              |  |
|  |                |             | Rusia (RUS) | 63           |                |              |  |
|  | Rusia (RUS)    | 73          | Rusia (RUS) | 63           |                |              |  |
|  | Rusia (RUS)    | 73          |             |              |                |              |  |
|  | Portugal (POR) | 45          |             |              | Tercer lugar   | Tercer lugar |  |
|  | Portugal (POR) | 45          |             |              | Tercer lugar   | Tercer lugar |  |
|  |                |             |             |              |                |              |  |
|  |                |             |             |              | Polonia (POL)  | 65           |  |
|  |                |             |             |              | Polonia (POL)  | 65           |  |
|  |                |             |             |              | Portugal (POR) | 51           |  |
|  |                |             |             |              | Portugal (POR) | 51           |  |
|  |                |             |             |              |                |              |  |